# پاب راک
پاب راک (انگلیسی: Pub rock) (به‌معنی راک میخانه‌ای) سبکی از موسیقی راک است که اوایل تا میانهٔ دهه ۱۹۷۰ در بریتانیا ظهور کرد. پاب راک به‌عنوان واکنشی به سبک‌های پر تجمل پراگرسیو راک و گلم راک، جنبشِ بازگشت به ریشه‌ها بود. این سبک به‌جای اجراهای پرهزینه و شلوغ در استادیوم‌ها بر اجراهای ساده در باشگاه‌ها و سالن‌های کوچک تأکید می‌کرد.
پاب‌راک اگرچه جنبشی زودگذر بود اما با ویژگی‌های منحصربه‌فردش نویدبخش پانک راک بریتانیایی شد.